# Christian Schkuhr
Christian Schkuhr est un illustrateur et un botaniste saxon, né en 1741 et mort en 1811.
Ce jardinier reprend des études à l’université de Wittemberg. Tout en continuant de travailler comme jardinier, il se perfectionne également au dessin et à la gravure. Partisan du système linnéen, il se consacre à l’étude de la flore du Wittemberg.